# Hauterives
Hauterives is een gemeente in het Franse departement Drôme (regio Auvergne-Rhône-Alpes). De plaats maakt deel uit van het arrondissement Valence. Hauterives telde op 1 januari 2022 1.895 inwoners.
In Hauterives bevindt zich het Palais Idéal van postbode Ferdinand Cheval, een voorbeeld van naïeve architectuur.

## Geografie
De oppervlakte van Hauterives bedraagt 30,51 vierkante kilometer; de bevolkingsdichtheid is 62 inwoners per km² (per 1 januari 2019).

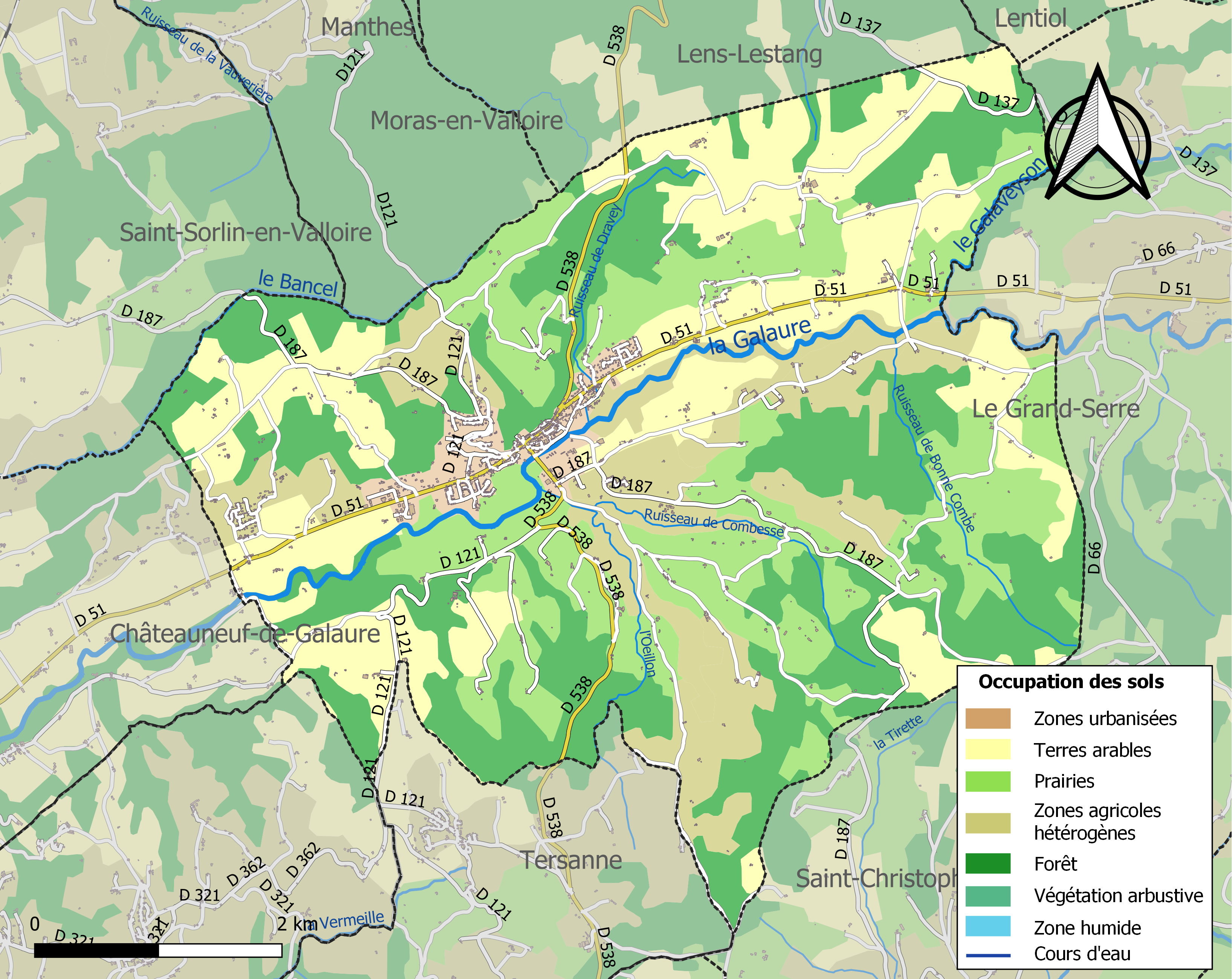
Kaart van de gemeente met belangrijkste infrastructuur, bodemgebruik en omliggende gemeenten

## Demografie
Onderstaande figuur toont het verloop van het inwonertal (bron: INSEE-tellingen).